# 马德勒撞击坑
马德勒撞击坑（Mädler）是火星示巴湾区的一座陨石坑，其中心坐标位于南纬10.65度、东经2.77度处，直径24.16公里（77.15英里），该特征取名自德国天文学家约翰·海因里希·冯·马德勒（1794年-1874年），1973年被国际天文联合会行星系统命名工作组批准接受。
19世纪30年代初，马德勒与合作者威廉·比尔共同绘制了第一幅相当不错的火星地图。绘制时他们选择了一处特定的特征作为地图上的本初子午线。1877年，当乔凡尼·斯基亚帕雷利在他更著名的火星地图中也使用了这同一地点时，他们的这一选择得到了进一步的巩固。该特征后来被称为子午线湾（中央湾），但随着2004年美国宇航局探测器机遇号漫游车登陆火星，可能子午线高原更广为人知。
马德勒撞击坑位于子午线高原南面，靠近本初子午线，距比尔撞击坑以东约10度处，斯基亚帕雷撞击坑也坐落在该区域。
一条名为马里赫谷（Marikh Vallis）的河谷-湖泊系统曾将南部高地的水流引入到马德勒撞击坑，并在马德勒及东南侧相邻小坑内形成一座湖泊，水流继续从马德勒撞击坑向西流出，最终进入北部平原。

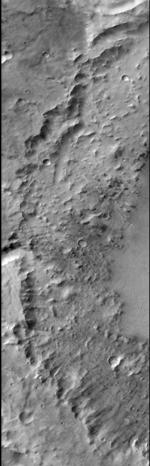
火星勘测轨道飞行器背景相机拍摄的马德勒撞击坑已侵蚀的坑壁。
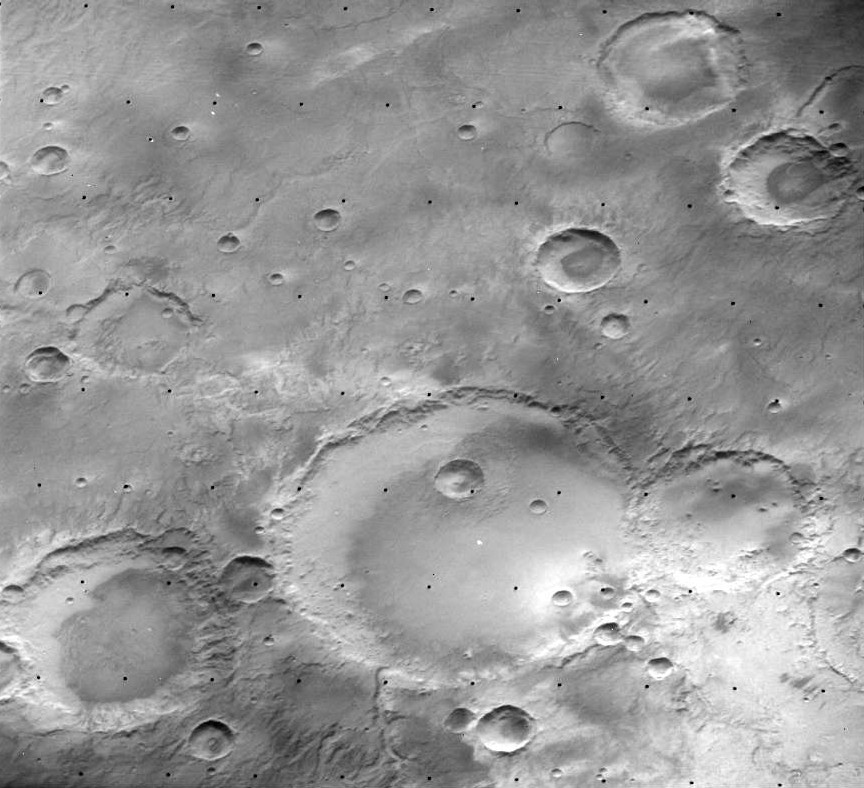
海盗1号拍摄照片，马德勒撞击坑位于中下方中，而底部偏西处可清楚地看到溢出河道。

## 另请查看
- 火星撞击坑